# Наводари
Наводари (рум. Năvodari, тур. Kara Koyum) је варош у југоисточном делу Румуније, у историјској покрајини Добруџа. Према попису из 2021. године имао је 34.398 становника и трећи је највећи град у округу Констанца. Простире се на површини од 67,70 km².

## Географија
Варош Наводари је смештен у средишњем делу Добруџе. Град на налази на северној вези канала Чернавода-Негру Вода са Црним морем. Стога град има веома повољан саобраћајни положај, па је у њему пре неколико деценија изграђена савремена лука, која је делом заменила преоптерећену луку у оближњој Констанци.

## Становништво
| 1977. | 1992.  | 2002.  | 2011.  | 2021.  |
| ----- | ------ | ------ | ------ | ------ |
| 9.717 | 31.746 | 32.400 | 32.981 | 34.398 |

Варош Наводари је на попису 2021. године имала 34.398 становника, за 1.417 више (+4,30%) од претходног пописа 2011. године када је било 32.981 становника. Од тога у насељу Наводари живи 31.596, а у Мамаја-Сату 2.802 становика. Већину становништва чине Румуни (74,89%), а од мањина се издвајају Руси-Липовани, Турци, Роми и Татари.
| Етнички састав према попису из 2021.‍ | Етнички састав према попису из 2021.‍ | Етнички састав према попису из 2021.‍ | Етнички састав према попису из 2021.‍ | Етнички састав према попису из 2021.‍ |
| ------------------------------------ | ------------------------------------ | ------------------------------------ | ------------------------------------ | ------------------------------------ |
|                                      |                                      |                                      |                                      |                                      |
| Румуни                               | Румуни                               |                                      | 25.759                               | 74,89%                               |
| Липовани                             | Липовани                             |                                      | 430                                  | 1,25%                                |
| Турци                                | Турци                                |                                      | 165                                  | 0,48%                                |
| Роми                                 | Роми                                 |                                      | 131                                  | 0,38%                                |
| Татари                               | Татари                               |                                      | 96                                   | 0,28%                                |
| Мађари                               | Мађари                               |                                      | 11                                   | 0,03%                                |
| Италијани                            | Италијани                            |                                      | 8                                    | 0,02%                                |
| Немци                                | Немци                                |                                      | 5                                    | 0,01%                                |
| Украјинци                            | Украјинци                            |                                      | 4                                    | 0,01%                                |
| Јермени                              | Јермени                              |                                      | 3                                    | 0,01%                                |
| Остали                               | Остали                               |                                      | 56                                   | 0,16%                                |
| Непознато                            | Непознато                            |                                      | 7.730                                | 22,47%                               |

### Насеља
Варош Наводари чине два насеља, Мамаја-Сат и Наводари.
| Насеље         | Румунски назив | Бр. ст. (2011) | Бр. ст. (2021) |
| -------------- | -------------- | -------------- | -------------- |
| Мамаја-Сат     |                | 1.471          | 2.802          |
| Наводари       |                | 31.510         | 31.596         |
| Варош Наводари |                | 32.981         | 34.398         |